# アメリカ地質調査所
アメリカ地質調査所（アメリカちしつちょうさしょ、英語: United States Geological Survey、略称: USGS）は、アメリカ合衆国政府の科学的研究機関の一つ。USGSの科学者らは、水文学、生物学、地質学、地理学の4つの主要な科学分野について、アメリカ合衆国のランドスケープ（景観）、天然資源、および同国を脅かし得るナチュラル・ハザード（危機的な自然現象）を対象とする調査・研究を行う。また、同国の地形図および地質図の作成業務も担っている。USGSは規制上の監督責任を伴わない事実調査研究機関である。
USGSはアメリカ合衆国内務省が所管する、同省で唯一の科学的研究機関である。本部は首都ワシントンD.C.郊外のバージニア州レストンに所在し、約9,000人の職員が雇用されている。また、コロラド州レイクウッドとカリフォルニア州メンローパークにも主要拠点がある。
USGSの現在の標語は、1997年8月より使用されているもので、 "science for a changing world" である。以前のスローガンは、創立100周年の際に採用されたもので、 "Earth Science in the Public Service" であった。

## プログラム

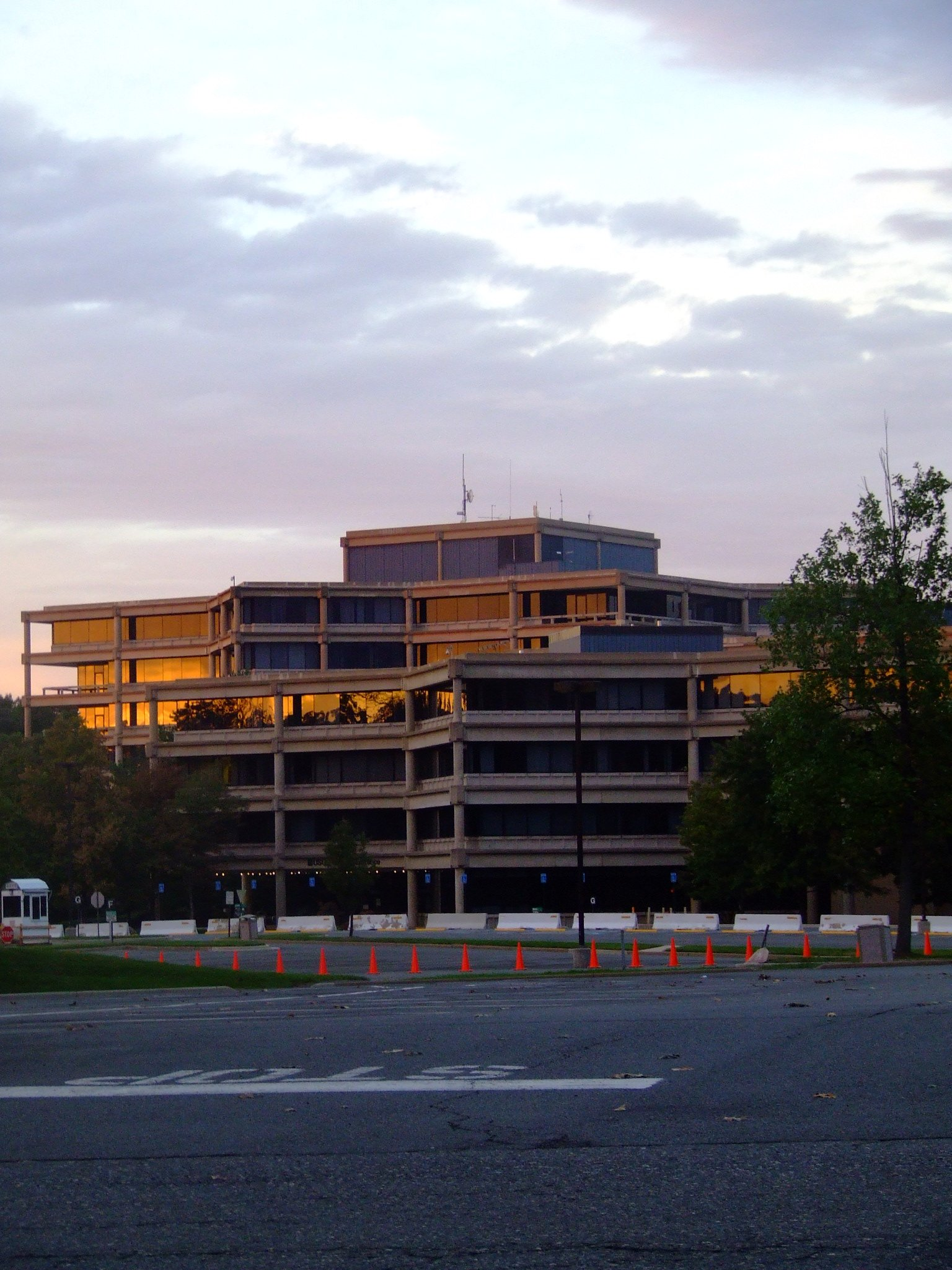
USGS本部庁舎（バージニア州レストン）

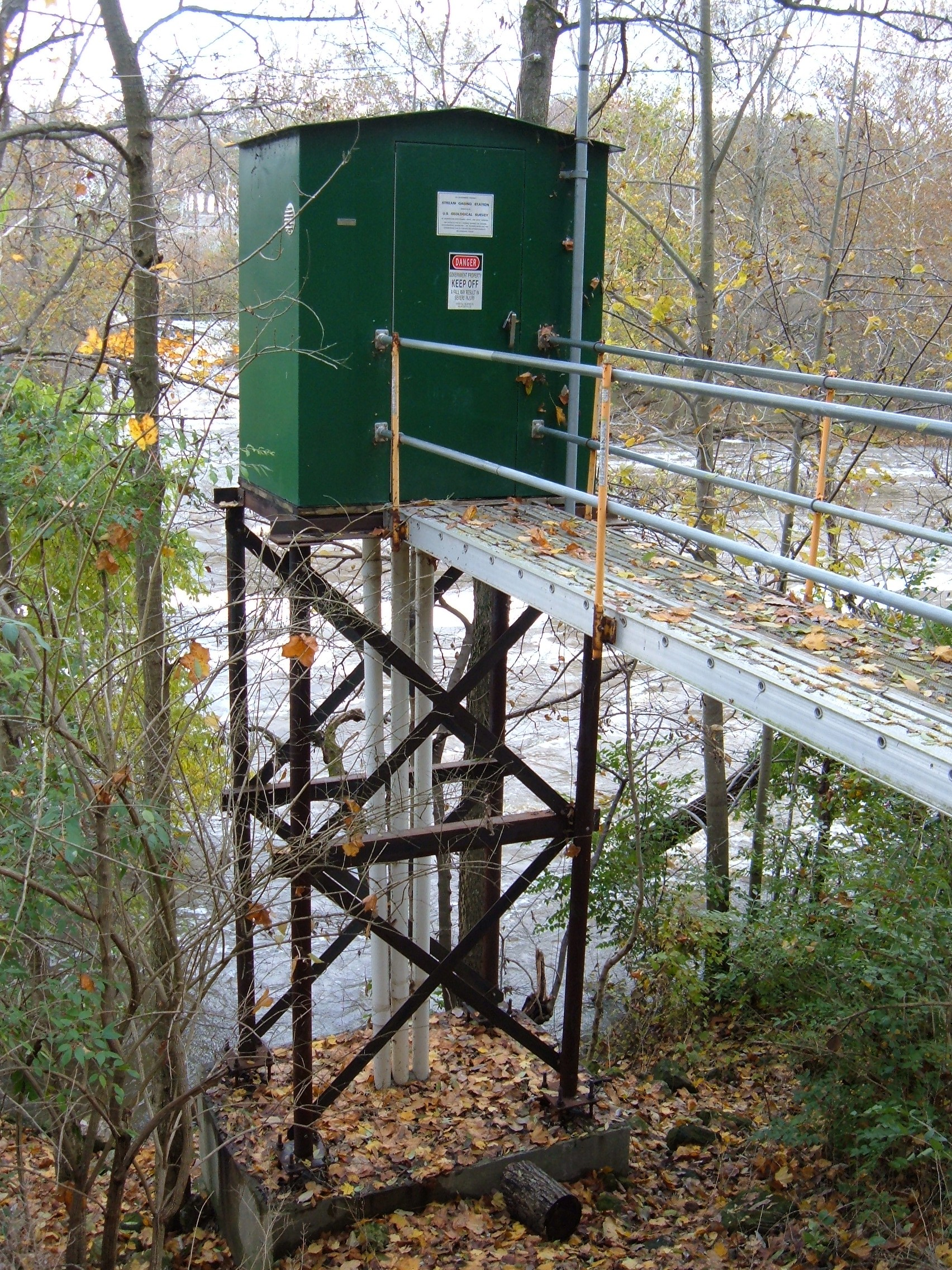
USGSの水位観測所 03221000 （オハイオ州ダブリン付近のサイオト川）

2012年以来、USGSでは (1) 気候と土地利用の変化 (2) 中核的科学システム (3) 生態系(4) エネルギー・鉱物および環境保健 (5) ナチュラル・ハザード（危機的な自然現象） (6) 水資源の6つの任務領域 ("Mission Areas") に科学研究の重点を置いて、その任務に取り組んできた。2012年12月、USGSはエネルギー・鉱物および環境保健の任務領域を、それぞれエネルギー・鉱物と環境保健の2領域に分割し、7つの任務領域とした。組織管理上は、本部ユニットと6つの地域ユニットに区分される。
その他の特定のプログラムには以下のものが含まれる。
- 地震ハザードプログラム（英語版）[8]: 世界中の地震活動を監視する。コロラド州ゴールデンのコロラド鉱山大学キャンパス内にある国立地震情報センター（英語版） (NEIC) は、全地球で発生する地震の発生場所およびその規模を探知する。USGSは、Advanced National Seismic System (ANSS) の傘下にある、合衆国内の幾つかの地域的な地震監視網も運営または支援している[9]。特に重大な地震に関しては、国内外の地震関係当局や緊急時対応当局、メディア、公衆に対して、情報を提供する。また、科学および工学の研究のために、地震動データの長期的なアーカイブを維持・管理しているほか、地震災害の発生危険度に関する長期評価の調査と報告も実施および支援している。USGSはカリフォルニア州の地震予測 (UCERF3) も発表している。
- 火山ハザードプログラム[10]: 合衆国領内にある169の火山（英語版）を監視する観測機器を改良し、各地で起こる火山活動に関連する脅威を測定するための方法を確立することにより、国家火山早期警戒システム（英語版） (National Volcano Early Warning System, NVEWS) を構築している。
- 国家地磁気プログラム[11]: 幾つかの地磁気観測所で磁場を監視し、磁力計の地磁気データをリアルタイムで配信している。
- 大陸的視点から様々な環境問題を描き出し、それを追跡するために使用される北米環境アトラス（英語版）を作成するために、環境協力委員会（英語版）と共に、カナダとメキシコの政府系科学者らと協働している。
- 7400箇所以上の水位計測所で以て、合衆国の水位観測網を運用している。リアルタイムの流量データ[12]はオンラインで利用可能である。
- 国立気候変動・野生動物科学センター (National Climate Change and Wildlife Science Center, NCCWSC)[13]は、支援者側に主導される科学を実践して、過去および現在の土地利用の変化に関する理解を深め、関連性のある気候と土地利用の予測を発展させ、局地から地球規模までの変化がもたらす悪影響に対して最も脆弱な土地、資源および地域社会を明らかにする[14]。
- 1962年以来、USGSの天体地質学研究プログラム（英語版）は、地球、月、惑星の探査および地図製作に携わっている。地球物理学のみならず、NASAとの共同による惑星物理学の研究も盛んに行われ、サーベイヤー計画やアポロ計画などで得られたデータを基にした月面図（月の地図）や、バイキング計画などで得られたデータを基にした火星図（火星の地図）などを作成している[15]。
- スタンフォード大学と共同で、世界有数の[要出典][16]U-(Th)-Pb系の地質年代測定、並びに諸鉱物及びその他の地球物質の痕跡元素分析のための分析設備を持つ、イオンマイクロプローブ研究所 (USGS-Stanford Ion Microprobe Laboratory) を運用している[17]。
- 数々の水関連プログラムを運用しており、特に、流量情報プログラム (National Streamflow Information Program) [18]と水質評価プログラム (National Water-Quality Assessment Program) [19]が著名である。USGSの水関連データは、水情報システム (National Water Information System) のデータベースより、公開されている[20]。
- USGSは国立野生動物保健センター（英語版） (NWHC) を運営している。NWHCの任務は「健全な科学技術の支援を提供することにより、国とその天然資源を供すること、及び野生動物と生態系の健康に影響を及ぼす科学的基礎に基づく決定を促進するために情報を普及させること。国家及び国際的な野生動物の保健に係る問題に関する情報、技術的援助、研究、教育及び指導力を提供すること。[21]」である。NWHCは主に合衆国内でH5N1亜型鳥インフルエンザが発生しないかを監視している。また、USGSは合衆国内で、パタクセント野生動物研究センター（英語版）を含む、17施設の生物学の研究センターを運営している。
- USGSは、より迅速にShakeMapを構築できるように、ソーシャル・ネットワーキング・サービスのTwitterとの連携を模索している[22][23]。

### 地形図の作成

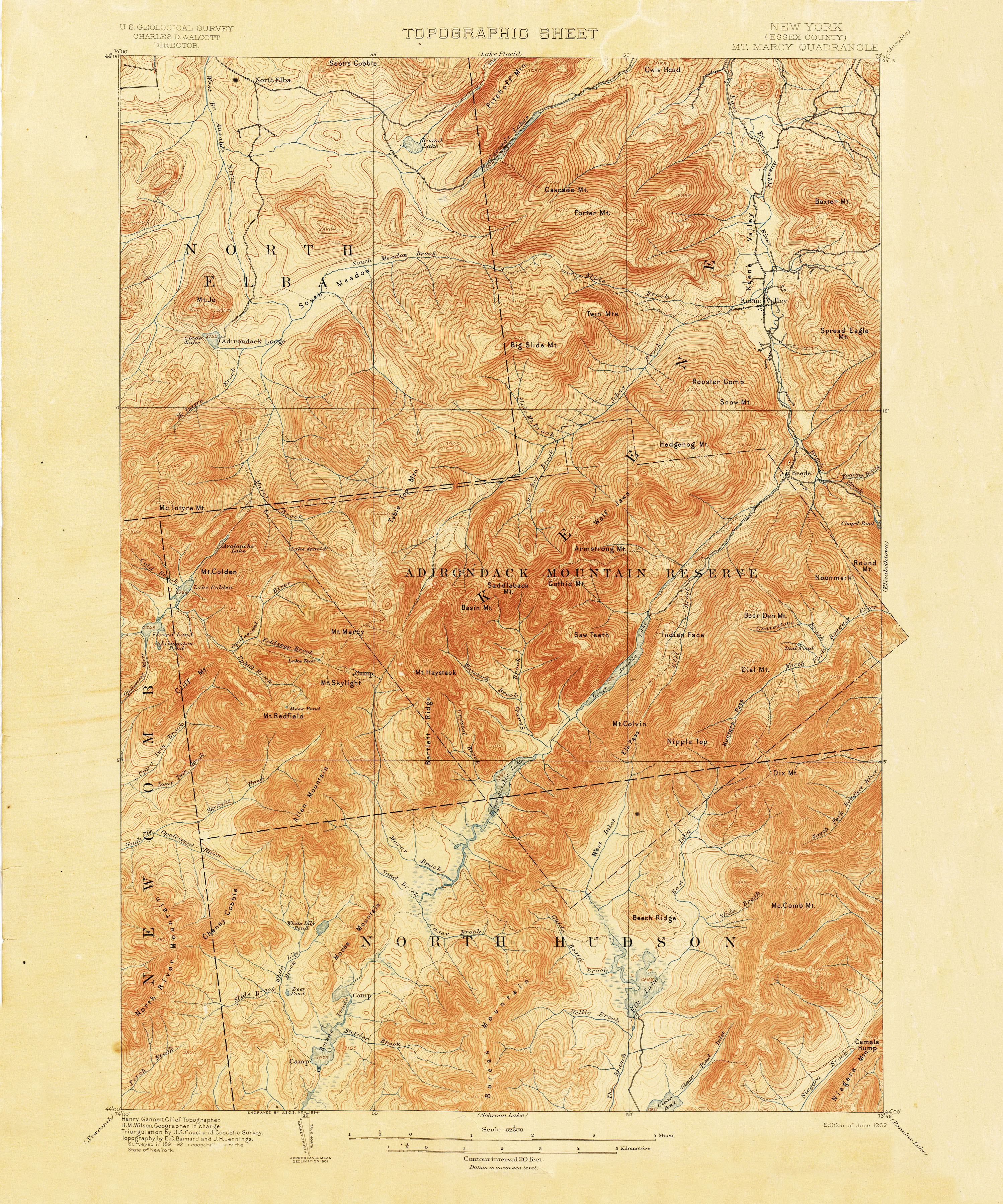
ニューヨーク州アディロンダック山地マーシー山周辺域の15分地図（1892年、USGS作成）

USGSは合衆国の国土について縮尺と範囲の異なるいくつかのシリーズの地形図を作成するが、地形図のシリーズの対象範囲には大きな隔たりがあることもあり、特に、1:50,000の縮尺の地形図やその同等図が完全に欠落している。（縮尺と数量の両面において）最大かつ最も知られている地形図のシリーズは、7.5分、縮尺1:24,000、図幅、メートル法ではない尺度で作成されたもので、事実上、アメリカ合衆国独自の地形図である。これら各地図は、7.5分間隔の2本の緯線と2本の経線に囲まれた領域を収める。このシリーズに連なる57,000枚ほどの個々の地図に収められた領域は、隣接する48の州、ハワイ州、海外の合衆国領、およびアラスカ州のアンカレッジ、フェアバンクス、プルドーベイ付近の地域に及ぶ。各地図に収まる面積は、子午線収差のため、その地図の代表地点の緯度により、各々異なる。北緯30度付近の比較的緯度が低い地点では、7.5分図幅に収まる面積は約64平方マイル (166 km2)である。北緯49度の地点では、同サイズ（7.5分）の図幅の内に収まる面積は49平方マイル (127 km2)である。独自のメートル法ではない縮尺として、1:24,000の縮尺は、地図上の位置を記すために、当然ながら、別個のローマーと呼ばれる特殊な用具を必要とする。近年、USGSは予算の制約により、その7.5分地形図のシリーズを更新しようと努める中で、民間のボランティアに時間を割いてもらい、それに頼ることを余儀なくされている。そして、2000年にUSGSは公然と、従来の地形図作成計画を段階的に廃止し、The National Mapを選択することにしたと述べた（USGSではなく内務省本省が作成するNational Atlas of the United Statesと混同しないように）。
かつては、古いシリーズ（15分地図）が1:62,500の縮尺で、隣接する48州の地図を作るために用いられていたが、いつからか、合衆国本土を収める地図に用いる縮尺としては廃止された。これらの古い各地図は15分間隔の2本の緯線と2本の子午線で囲まれた区画で作成された（7.5分地図に換算して4枚分の面積と同じ）。1:63,360の縮尺（1インチで1マイルを表す）で作成された15分地図のシリーズは、特定の州として唯一アラスカ州のみ、今も主要な地形図幅のままである。3,000枚ほどの地図で、アラスカ州の97%が収まる。アメリカ合衆国は事実上、標準的なメートル法の1:25,000や1:50,000の縮尺で標準化された民生用の地形図シリーズを持たない、世界で唯一の先進国であり続けており、そのことが国境地帯における調整を困難にしている（アメリカ軍は合衆国本土の縮尺1:50,000の地形図を発行しているが、その地形図を使用するのはアメリカ軍の軍人のみである）。
次いで最も小さな地形図シリーズは、縮尺に関していえば、1:100,000の縮尺の地図シリーズである。これらの地図は2本の緯線と2本の経線で囲まれた区画で作成される。しかしながら、このシリーズでは、緯度差は30分間隔、経度差は60分間隔で区画されており、この特徴が、30 x 60分図幅地図シリーズ (the 30 x 60-minute quadrangle series) という、同シリーズの別名の由来になっている。これらの各図幅地図は、7.5分地図シリーズに換算して32枚以内に含まれる領域を収めている。縮尺が1:100,000の地図シリーズは、第一にメートル法を使用しているという点で特異である。このシリーズでは、地図上の1センチメートルは実際の距離で1キロメートルを表し、等高線の間隔、標高点、水平距離もメートル法で記載される。
最後に挙げられる、USGSが作成する定期図幅地図シリーズは、縮尺が1:250,000の地形図シリーズである。これらの各図幅地図のうち合衆国本土の地図については、緯度差1度、経度差2度の図幅で区画される。このシリーズは、1950年代に旧アメリカ陸軍地図局により、より大きな縮尺の地図シリーズに先行して作成され、地図1枚当たりに収まる面積が8,218平方マイル (21,285 km2)（北緯30度地点）から6,222平方マイル (16,115 km2)（北緯49度地点）までの範囲に及ぶ、計489枚の地図で構成されている。この縮尺で作成されるハワイ州の地図は、緯度差・経度差ともに1度ずつの図幅で区画される。
USGSの諸地形図幅地図は、幾つかの方法で地図上の位置を特定することを可能にする、地図の図枠周りのグリッド線とチック (tic) で特徴づけられ、緯度と経度を測るための経緯線網、公有地測量システム内のタウンシップとセクション方式、及び州平面座標系とUTM座標系の両座標系におけるデカルト座標もそれに含まれる。
その他、郡域地図、国立公園や科学的分野のように、特別な興味・関心のある分野の地図を含む様々な特製地図が、USGSにより多様な縮尺で作成されている。
多くのインターネットのサイトがこれらの地図をウェブ上で商用及び業務用にも利用できるようにしている。アメリカ合衆国政府の著作物はパブリックドメインに置かれるため、これらの地図の多くはインターネット上の様々な場所にて無料で入手することもできる。ジオリファレンスされた地図画像は、デジタルライングラフ (DLG) や数値標高モデル (DEM) などのUSGSの地図に基づくデジタルデータセットに加えて、デジタルラスタグラフィック (DRG) として、USGSより利用可能である。
2015年、USGSは1884年から2006年までに作成された178,000点以上もの地図のデジタルコレクションを丸ごと閲覧する新たな方法として、topoViewというウェブサイトを公開した。このサイトはアメリカ合衆国のインタラクティブな地図であり、利用者はUSGSが有する特定の地域の地図コレクションを見つけるために、地図の中を検索したり移動したりすることができるようになっている。利用者はそこで地図をかなり詳細まで閲覧することができる上に、ご希望とあらば、ダウンロードすることもできる。

## The National MapとU.S. Topo
2008年をもって、USGSは空中写真と実地踏査を基盤とした調査により地形図を改訂して更新するという伝統的な手法を中止した。今日のU.S. Topo図幅 (1:24,000) の地図は、国のGISデータベースから供給される地図製作資料を用いて、自動化及び半自動化された工程を経て、大量生産される。2009年6月から2011年5月までの2年間は、1稼働日当たり80点以上、計40,000点ほどの地図を製作した。各地図につき約2時間だけ対話式の作業が費やされるが、そのほとんどは文字列の配置と最終検査に関する作業であり、基本的に地図の詳細を確認するための実地踏査や現地調査は行われない。
空中写真と実地踏査を基盤とする旧世代の地図と比較して、改訂されたデジタル版のU.S. Topoの地図は、編纂と製作ははるかに安価であるものの、正確さと詳細さに欠けるとの批判がある。このデジタルデータベース自体、汎用地図製作用には設計されていなかったため、異なる解像度と収集日を持つ情報源から検索されると、データ統合に問題が生じることがある。かつて直接実地観察により記録された人為的な特徴は、パブリックドメインの国のデータベースのいずれにも収載されておらず、風車、鉱山と坑口、貯水槽、柵や塀などの囲い線、測量標、公園、登山道、建築物、境界、パイプライン、電話回線、送電線、鉄道の線路を含むそれらの特徴は、しばしば最新世代のデジタル地形図から省略されている。加えて、既存のソフトウェアでのデジタル地図の使用は、異なるフィーチャクラスの統合や、フィーチャが混み合っていたり、重要な地理的詳細を覆い隠したりしている領域において、表示する文字列の優先・整理が適切でないことがある。結果として、U.S. Topoの地図は現在、1945年から1992年までに描かれた地図が満たしていた、伝統的な地形図の表示標準に達していないと指摘する声もある。

## 歴史
諮問を受けた全米科学アカデミーの報告書に促されて、1879年3月3日に合衆国議会で、土壇場の修正により、USGSの設立が決議された。USGSはその設立について、「公有地の分類、並びに地質構造の調査、鉱物資源の調査、及び国有地の産物の調査」の任を負うものとされた。この任は、当時アメリカがルイジアナ購入（1803年）と米墨戦争（1848年）により、ちょうど広大な領土を得たところであり、必要に迫られて担わされたものであった。
この法律は、ヘイデン (Hayden) 、パウエル (Powell) 、及びウィーラー (Wheeler) の各調査を1879年6月30日付で中止することも定めた。
USGSの初代所長クラレンス・キングは、全く別々の地方の調査機関から人員を招集して、この新たな組織を立ち上げた。短い在任期間の後、キングはジョン・ウェズリー・パウエルに所長職を引き継いだ。
その後、スミソニアン協会などとの連携によって、スミソニアン自然史博物館を開設した。この頃より、生物学・水文学などの研究部門が設けられる。

## 歴代所長
- 1879–1881 クラレンス・キング

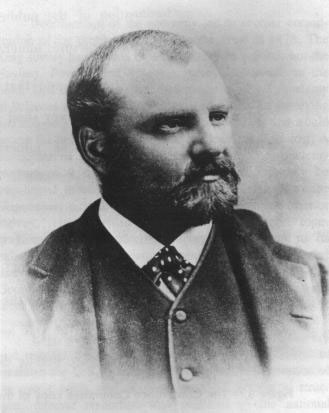
USGS初代所長クラレンス・キング

- 1881–1894 ジョン・ウェズリー・パウエル
- 1894–1907 チャールズ・ドリトル・ウォルコット
- 1907–1930 ジョージ・オーティス・スミス（英語版）
- 1930–1943 ウォルター・カラン・メンデンホール（英語版）
- 1943–1956 ウィリアム・エンブリー・ラザー（英語版）
- 1956–1965 トマス・ブレナン・ノラン（英語版）
- 1965–1971 ウィリアム・トマス・ペコラ（英語版）
- 1971–1978 ヴィンセント・エリス・マッケルビー（英語版）
- 1978–1981 ヘンリー・ウィリアム・メナード（英語版）
- 1981–1993 ダラス・リン・ペック（英語版）
- 1994–1997 ゴードン・P・イートン（英語版）
- 1998–2005 チャールズ・G・グロート（英語版）
- 2006–2009 マーク・マイヤーズ（英語版）
- 2009–2013 マルシア・マクナット（英語版）
- 2014-2017 スゼット・キンボール（英語版）
- 2018-2021 ジェームス・F・レイリー（英語版）
- 2022- デービッド・アップルゲート（英語版）